# شون كول
شون مالكولم كول (بالإنجليزية: Shaun Cole)‏ (من مواليد 19 نوفمبر 1963) هو عالم بريطاني وأكاديمي. وقد كان أستاذًا للفيزياء في جامعة دورهام منذ عام 2005.  كان الفائز في جائزة شو 2014. 